# WWE Crown Jewel
WWE Crown Jewel je wrestlingová událost produkovaná americkou společností WWE. Vysílá se živě a je k dispozici pouze prostřednictvím pay-per-view (PPV) a livestreamových služeb Peacock a WWE Network. Byla založena v roce 2018 a od té doby se koná každý rok s výjimkou roku 2020 (kvůli pandemii covidu-19). Koná se koncem října nebo začátkem listopadu. Je hlavní opakující se událostí WWE, která se koná v Saúdské Arábii jako součást 10letého partnerství na podporu Saudi Vision 2030. Název akce odkazuje na to, že se koná v Rijádu, hlavním městě Saúdské Arábie.

## Události
| Název              | Místo konání                 |
| ------------------ | ---------------------------- |
| Crown Jewel (2018) | King Saud University Stadium |
| Crown Jewel (2019) | Stadion krále Fahda          |
| Crown Jewel (2021) | Mohammed Abdo Arena          |
| Crown Jewel (2022) | KSU Stadium                  |
| Crown Jewel (2023) | Mohammed Abdo Arena          |